# ナトコ
ナトコ株式会社（英: NATOCO CO., LTD.）は、愛知県みよし市に本社を置く産業用塗料を製造する企業。

## 沿革
- 1948(昭和23)年11月	名古屋市瑞穂区高田町に名古屋塗料株式会社を設立。シンナー、酒精ニスの製造、販売を開始。
- 1950(昭和25)年02月	名古屋市瑞穂区二野町に移転。
- 1956(昭和31)年01月	合成樹脂塗料及びラッカー塗料の専門メーカーに転換。
- 1966(昭和41)年05月	本社工場を愛知県西加茂郡三好町に移転。
- 1971(昭和46)年05月	三好工場内に配送センターを新設。
- 1974(昭和49)年09月	三好工場内に第２工場増設。
- 1978(昭和53)年11月	社名をナトコペイント株式会社に改称。
- 1979(昭和54)年10月	三好工場内に樹脂生産工場を増設。
- 1987(昭和62)年04月	名古屋市瑞穂区二野町に研究所を新設。
- 1993(平成05)年04月	名古屋工場をLCD用高分子化合物生産工場に変更。
- 1993(平成05)年06月	日本証券業協会に店頭登録。
- 1994(平成06)年11月	群馬工場竣工。
- 1995(平成07)年11月	群馬工場内に粉体塗料生産工場を新設。
- 1998(平成10)年11月	社名をナトコ株式会社に改称。
- 1998(平成10)年11月	本社を愛知県三好町（現みよし市）に移転。
- 2001(平成13)年08月	ISO14001全社一括認証取得する。
- 2003(平成15)年04月	三好工場内に受注センター開設。
- 2003(平成15)年10月	中華人民共和国山東省に耐涂可涂料化工（青島）有限公司を設立する。
- 2005(平成17)年01月	耐涂可涂料化工（青島）有限公司操業開始。
- 2006(平成18)年09月	ISO9001全サイト一括認証取得
- 2007(平成19)年03月	三好工場内に本社社屋新設
- 2009(平成21)年08月	中央研究所社屋を増築
- 2010(平成22)年01月	三好町市制化に伴い三好工場を本社工場に改称
- 2011(平成23)年11月	韓国支店を開設。
- 2012(平成24)年03月	中華人民共和国山東省に耐涂可精細化工（青島）有限公司を設立する。
- 2012(平成24)年12月	有限会社豊川シーエムシーを株式取得により完全子会社化。
- 2013(平成25)年11月	巴興業株式会社を株式交換により完全子会社化。
- 2014(平成26)年07月	フィリピン共和国バタンガス州にNATOCO PAINT PHILIPPINES,INC.を設立する。
- 2014(平成26)年10月	有限会社アイシー産業を株式取得により完全子会社化。
- 2017(平成29)年10月	耐涂可精細化工（青島）有限公司が耐涂可涂料化工（青島）有限公司を吸収合併
- 2019(平成31)年03月	タイ王国バンコク都にNATOCO PAINT(THAILAND)CO.,LTD.を設立する。
- 2021(令和3)年06月	ベトナム社会主義共和国ハナム省にNATOCO VIETNAM CO., LTD.を設立する。

## 事業所
- 本社、三好工場 - 愛知県みよし市
- 群馬工場 - 群馬県みどり市
- 名古屋工場、中央研究所 - 愛知県名古屋市瑞穂区